# Taco Bueno
A Taco Management LLC, com o nome comercial Taco Bueno, é uma cadeia de restaurantes de fast food sediada nos Estados Unidos, especializada em cozinha de estilo Tex-Mex. A empresa tem a sua sede em Farmers Branch, Texas, na Região Metropolitana de Dallas-Fort Worth. O seu primeiro estabelecimento foi inaugurado em Abilene, Texas, em 1967. A cadeia alimentar tem estabelecimentos no Arkansas, Oklahoma e Texas.

## História
A Taco Bueno foi fundada em 1967 por Bill R. Waugh, um licenciado em arte pela Universidade Cristã de Abilene. A primeira loja estava localizada em Abilene, Texas.
Em 1981, o fabricante britânico de produtos alimentares Unigate pagou US$ 32,5 milhões para adquirir a Taco Bueno.
Em 1996, a Taco Bueno foi vendida ao franchisador da Carl's Jr., CKE Restaurants.
Em 2001, o grupo de investimento privado Jacobson Partners comprou a cadeia por US$ 72,5 milhões para ajudar a CKE Restaurants numa batalha contra a dívida.
Em 10 de agosto de 2005, a Palladium Equity Partners anunciou a compra da Taco Bueno à Jacobson Partners. Ao mesmo tempo, John Miller foi nomeado diretor executivo da Taco Bueno. Em 2011, Ed Lambert tornou-se diretor executivo da Taco Bueno, LP, seguido por Mike Roper em 2015.
No outono de 2015, a Taco Bueno anunciou sua primeira colaboração de expansão de entrega com o aplicativo móvel Tapingo.
No início de dezembro de 2015, a Taco Bueno foi comprada pela TPG Growth, uma divisão da empresa de private equity TPG Capital de Fort Worth.
Em 28 de abril de 2017, a oitava temporada, episódio sete do programa da CBS Undercover Boss, estreou com o CEO da Taco Bueno a ir para o terreno para vários locais da Taco Bueno.
A partir de abril de 2018, Mike Roper, que tinha saído no final de 2017, foi substituído como CEO por Omar Janjua, que subsequentemente apresentou um pedido de falência ao abrigo do Capítulo 11 em 6 de novembro de 2018, para reorganização e continuação da operação, e também concordou em ser adquirido pela Sun Holdings, sediada em Dallas, que já possuía ou controlava mais de 800 vários outros locais de franquia de fast food, por um montante não revelado.  Uma afiliada da Sun Holdings, a Taco Supremo, assumiu a dívida pendente da Taco Bueno e forneceu US$ 10 milhões em capital de giro para reorganizar e revitalizar o negócio. Em 15 de janeiro de 2019, a Taco Bueno saiu da falência do Capítulo 11.
Em meados de junho de 2020, em meio à pandemia de COVID-19, a rede abriu seu primeiro local na área metropolitana de Houston em Katy.